# 湖南省 (中華民國)
湖南省，為中華民國下轄的一個省級行政區，是延續清代所設置的22省之一，華中七省之一，簡稱為「湘」。

## 管轄範圍

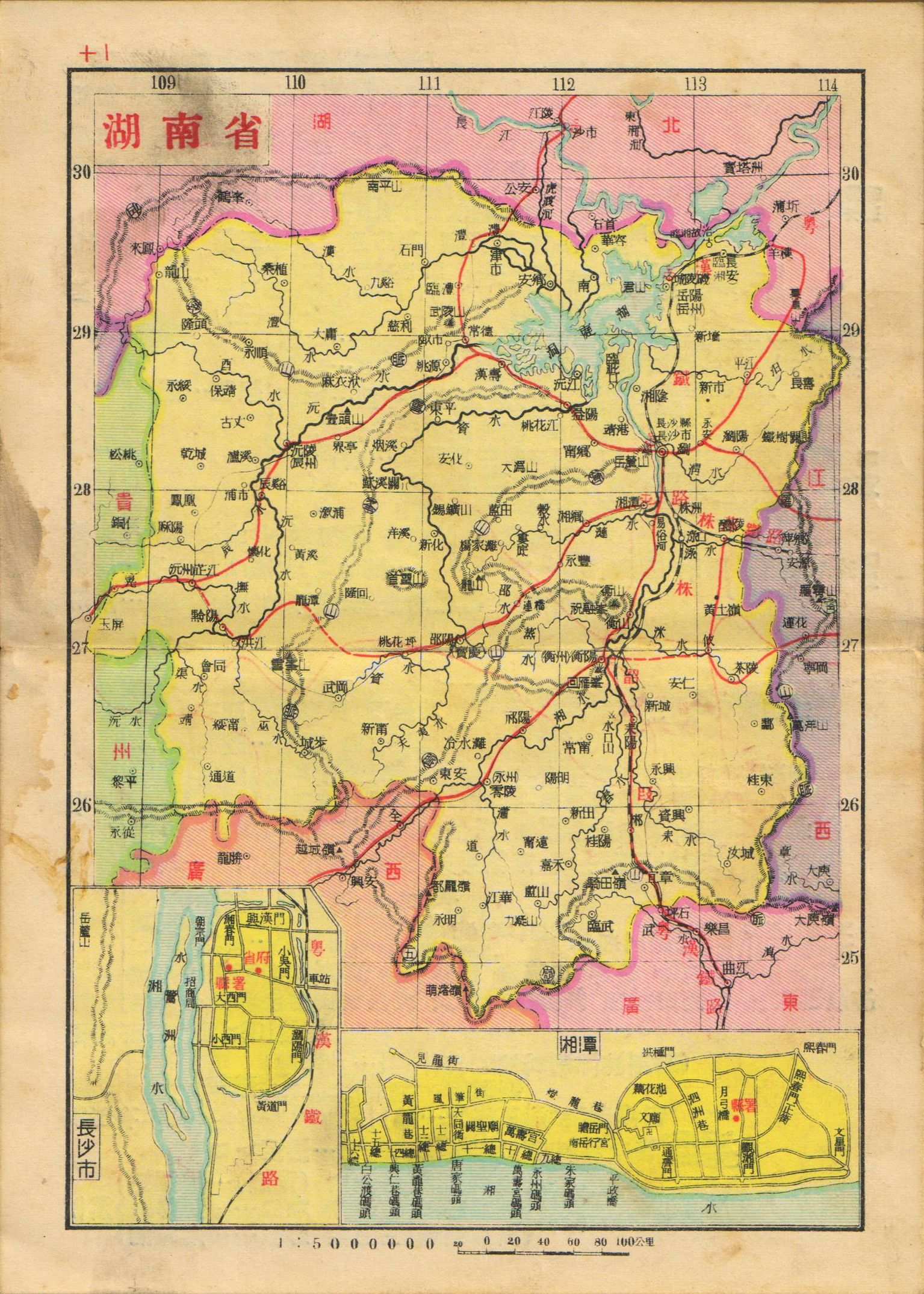
亞新地學社1936年《袖珍中華全圖》的湖南省地圖

轄境除局部界線有變化外，基本上與今湖南省相似，民國36年（1947年）全省土地面積為204771平方公里。東接江西省，南接廣東省、廣西省，西界貴州省 、四川省，北鄰湖北省。

## 人口
以下依據中華民國實業部《中國經濟年鑑》（1934年出版）、內政部統計司編《民國十七年各省市戶口調查統計報告》（1931年出版）、主計處統計局編《中華民國統計提要》（1940年出版）、中華民國年鑑社編《中華民國年鑑》（1952年出版，頁19-21）所提供的人口數據： 
| 調查年代 | 戶數      | 人口       | 男性       | 女性       | 每戶平均人口 | 性別比例 |
| -------- | --------- | ---------- | ---------- | ---------- | ------------ | -------- |
| 1912年   | 5,767,000 | 27,617,000 | 14,745,000 | 12,872,000 | 4.79         | 114.50   |
| 1928年   | 6,116,000 | 31,501,000 | 17,550,000 | 13,951,000 | 5.15         | 125.80   |
| 1936年   | 5,002,000 | 28,294,000 | 15,560,000 | 12,734,000 | 5.66         | 122.19   |
| 1947年   | 4,621,000 | 25,558,000 | 13,477,000 | 12,081,000 | 5.53         | 111.55   |

據中華民國內政部戶政司於民國79年（1990年）臺閩地區戶口及住宅普查報告，臺閩地區籍貫為湖南省的人數為18萬2310人，佔非臺灣省籍269萬4917人口當中的6.76%。

## 歷史沿革

### 民國初年
光緒二十九年（1903年），黃興創立華興會，成為同盟會和國民黨的主要創始人之一。宣統三年（1911年）10月22日，湖南省長沙起義，而後立即成立了湖南軍政府，焦達峰、陳作新擔任正、副都督。10月28日，湘軍第1協王隆中部率領首批援鄂軍1700多人出師援鄂，他們在湖北省支持革命，反對清朝。10月31日，湖南省發生兵變，焦達峰、陳作新被叛軍殺害，譚延闓擔任都督。民國2年（1913年）國民黨發動二次革命反袁，譚延闓參加，戰後被袁世凱免去職務，由湯薌銘取代，署理湖南都督兼民政長。民國4年（1915年）12月，湯薌銘支持袁世凱稱帝，獲封一等侯。護國戰爭爆發後，民國5年（1916年）3月袁世凱取消帝制，湯薌銘趨向明哲保身，於同年5月29日發表湖南獨立宣言。6月袁世凱死後，由於他此前支持袁世凱的政治態度無法掩蓋，湖南省內借此開展了「驅湯運動」。結果，同年7月，支持譚延闓的部隊將湯薌銘驅逐出湖南。8月譚復任湖南省長兼督軍。民國6年（1917年）張勳復辟期間（宣統九年五月十三日，即1917年7月1日）授湖南巡撫。

### 驅張運動
民國7年（1918年）3月，張敬堯率陸軍第七師征湘，攻佔湖南平江等地。3月27日，張任湖南督軍兼省長。其軍紀極為敗壞遭到湖南人的反對。民國8年（1919年）湖南人主張湘人治湘，開展驅張運動。張輝瓚、毛澤東等人均是該運動的積極參與者。
民國9年（1920年）5月，以「開明將軍」自居的吳佩孚答應湖南人的自治要求，從湘南撤防北上。6月，譚延闓、趙恆惕湘軍開始反攻，將張敬堯趕出湖南。

### 湘人治湘
民國9年（1920年）11月7日，程潛部下湖南第六區（醴陵）守備司令李仲麟等發動「平江兵變」，以士兵鬧餉為名槍殺了譚派軍官蕭昌熾，22日通電要求譚延闓下臺，同時兵逼長沙，23日譚延闓宣佈辭職，離開湖南赴上海。12月，趙恆惕在長沙捕殺兵變首領李仲麟，控制湖南局勢。召開湖南省議會，積極倡議聯省自治，創制省憲。
民國10年（1921年）4月6日，趙恆惕被湖南省議會選為省長。夏，發動援鄂戰爭，導致湖北王占元下臺。12月11日，湖南省人民投票《湖南省自治憲法》並且獲得通過。
民國11年（1922年）1月，發佈《湖南省憲法》，推動聯省自治。鎮壓工農運動，破壞農會，殺害工運領袖黃愛、龐人銓。並反對孫中山借道經湘北伐。民國13年（1924年），在吳佩孚以開戰相威脅下，趙恆惕放棄自治以北附吳佩孚。民國15年（1926年）3月，唐生智發動兵變，將趙恆惕逐出長沙，自領省長職。葉開鑫求救於當時在武漢準備東山再起的吳佩孚。唐生智戰敗，被迫退出長沙南下粵邊。唐生智向廣州國民政府求援，廣州方面隨即派國民革命軍和桂軍入湘作戰。6月，唐生智在衡州取消代理湖南省長的名義，正式加入國民革命軍，被授任國民革命軍第八軍軍長，大舉反攻湖南，6月中旬重新佔領長沙，後任湖南省主席。

### 南京國府時期
民國15年（1926年）至16年（1927年），北伐戰爭期間，湖南農民運動聲勢最為浩大，農會成員發展到600萬人。
民國16年（1927年），蔣中正的南京國民政府和汪精衛的武漢國民政府先後清黨之後，9月中國共產黨彭公達、毛澤東、盧德銘等領導的武裝，在湖南、江西邊界發起秋收暴動失利，退往江西井岡山，建立根據地。
中國共產黨先後在湖南省境的平江、瀏陽、醴陵、岳陽、臨湘、湘陰、長沙、酃縣、茶陵、攸縣、郴縣、宜章、永興、耒陽、資興、桂東、汝城、安仁、桑植、永順、龍山、大庸、石門、慈利、華容等25縣建立了革命根據地，在民國19年（1930年）後建立起省級蘇維埃政府。國民革命軍在對中央蘇區進行第四次圍剿前夕，針對外圍較弱的鄂豫皖蘇區和湘鄂邊蘇區的進剿上，成功地將兩地紅軍擊敗。
民國25年（ 1936年），粵漢鐵路全線通車。
抗日戰爭期間，中國軍隊在湖南省境進行過幾次極其慘烈的抗擊日軍的戰役，包括4次長沙會戰、常德會戰，衡陽戰役和湘西會戰等。民國27年（1938年）11月，日軍進犯湖南一帶，在「焦土抗戰」的口號下，半個長沙誤毀於文夕大火，民國33年（1944年）豫湘桂會戰，日軍攻陷瀏陽、長沙、衡陽及寧鄉等地，衡陽亦毀於衡陽保衛戰，全城僅剩三棟殘牆。
民國38年（1949年）8月1日，第一兵團司令長官、湖南省政府代理主席陳明仁與程潛宣佈接受中國共產黨的和平協定，宣佈湖南脫離中華民國政府，隨後兩人正式變節投共；改編成中國國民黨人民解放軍。8月4日，長沙移交中共解放軍，政府明令通緝程潛二人。
8月5日任命黃杰繼任湖南省政府委員兼任主席、第一兵團司令並兼任湖南綏靖總司令。黃杰即日重組湖南省政府，8月8日率同省府廳處長飛芷江就職，委由民政廳長朱久瑩代理省務，李樹森任省府委員兼秘書長，張中寧任省府委員兼財政廳長，魯立剛任省府委員兼教育廳廳長，王立航任省府委員兼建設廳長，並延聘地方人士張炯、楊柏軒、陳渠珍、楊永清、歐冠、蔣伏生、張中寧等，參與省政或擔任軍職，以收統合之效；將湘省綏總及第一兵團司令部合署辦公，由黃親率，總部暫設芷江。另派任成剛、王天鳴、熊新民擔任第一兵團副司令官，何竹本為第一兵團參謀長。劉嘉樹、王育瑛、蔣伏生三人分任湖南綏靖總部副總司令，郭文燦為綏署參謀長，16黃並親轄第一兵團的策反殘部。旋往卲陽指揮各部隊，以保全湘西。
8月中旬爆發新化之役，國共於邵陽青陽坪接戰，國軍獲得小勝；白崇禧欲擴大戰果，命宋希濂與黃杰會師對共軍進行包圍，但宋部未到，以致計畫失敗，僅克復新化縣。9月13日，共軍整補完畢，再度進攻，此時共軍匯集19個軍約55萬人，國軍僅餘第一兵團與暫二軍、暫三軍等，兵力相差已十分懸殊；9月18日，駐守沅陵的宋部周磐不戰而逃，棄城而出，共軍得以沿路進佔瀘溪、辰谿、漵浦、麻陽等縣；麻陽陷後，共軍撲芷江、下湘西，國軍已無險可守，開始往西南退去，10月7日撤出邵陽，至10月13日湘境全失，黃部於10月17日退抵廣西，遂成日後的留越國軍。

## 行政區劃

### 省、縣之間的行政區

#### 道制
辛亥革命後，清代各道被廢除。民國2年（1913年）9月置衡永彬桂道、辰沅永靖道。民國3年（1914年）5月，全省置湘江、衡陽、辰沅、武陵四道，其轄區與清代長寶道、衡永郴桂道、辰沅永靖道和岳常澧道基本相同。民國五年（1916年），裁撤常德道。民國9年（1920年）9月（一說民國11年，1922年），湖南省督軍譚延闓發佈通令，按照民國初年辦法，將道署機構一律裁撤，改省、道、縣三級制為省、縣二級制。
湘江道
老派長沙話：[sian˧˧ ʨian˧˧ tau˨˩]，新派長沙話：[siɛ̃˧˧ ʨiɛ̃˧˧ taʌ˨˩]
民國3年（1914年）5月置，道尹為繁要缺，一等。駐長沙縣（今湖南省長沙市城區）。轄長沙、湘陰、瀏陽、醴陵、湘潭、寧鄉、益陽、湘鄉、攸縣、安化、茶陵、寶慶、新化、武岡、新寧、城步16縣。同年10月增領武陵道常德、岳陽、平江、臨湘、華容、漢壽、沅江、澧縣、安鄉、臨澧、南縣11縣，轄縣增為27縣。民國9年（1920年）裁撤。
衡陽道
衡陽話：[xen ian tau]
民國2年（1913年）9月置衡永彬桂道，民國3年（1914年）5月23日改置衡陽道，道尹為繁缺，二。駐衡陽縣（今湖南省衡陽市城區）。轄衡陽、衡山、安仁、耒陽、常寧、酃縣、零陵、祁陽、東安、道縣、寧遠、永明、江華、新田、郴縣、永興、資興、宜章、汝城、桂東、桂陽、臨武、藍山、嘉禾24縣。民國九年（1920年）裁撤。
武陵道
民國3年（1914年）5月置，道尹為要缺，二等。駐常德縣（今湖南省常德市城區）。轄常德、岳陽、平江、臨湘、華容、桃源、漢壽、沅江、澧縣、石門、慈利、安鄉、臨澧、大庸、南縣15縣。民國5年（1916年）10月裁撤，常德、岳陽、平江、臨湘、華容、漢壽、沅江、澧縣、安鄉、臨澧、南縣11縣劃歸湘江道，桃源、石門、慈利、大庸4縣劃歸辰沅道。
辰沅道
民國2年（1913年）9月置辰沅永靖道，觀察使駐沅陵縣（今湖南省沅陵縣沅陵鎮）。民國3年（1914年）5月23日改置辰沅道，道尹為要缺，二等。駐鳳凰縣（今湖南省鳳凰縣沱江鎮）。轄沅陵、瀘溪、辰谿、漵浦、芷江、黔陽、麻陽、永順、保靖、龍山、桑植、古徵、靖縣、綏寧、會同、通道、乾城、鳳凰、永綏、晃縣20縣。民國4年（1915年）5月，因駐地鳳凰縣地理位置較為偏僻，交通不便，而沅陵縣為湘西下游門戶，交通方便，位置適中，便於對全道轄境控制，暫移駐沅陵縣（今湖南省沅陵縣沅陵鎮）。民國5年（1916年）1月，因芷江縣地理位置較沅陵縣為佳，移駐芷江縣（今湖南省芷江侗族自治縣芷江鎮）。同年10月增領武陵道桃源、石門、慈利、大庸4縣，轄縣增為24縣。民國九年（1920年）裁撤。

#### 行政督察區
民國9年（1920年），湖南省道制撤廢。後為應付湘西中共蘇區，於民國24年（1935年）5月劃湘西19縣置湘西綏靖區，下分5個行政督察區，民國二十五年（1936年）調整為4個行政督察區。民國26年（1937年）12月湖南省全省劃為九個行政督察區，撤消湘西綏靖公署。民國29年（1940年）4月劃分為10個行政督察區，爾後未再改變。中華人民共和國成立後由專區取代。
湘西綏靖區
為國民政府在湖南省西部地區設立的綏靖區，民國24年（1935年）5月設立湘西綏靖處，分5個行政督察區，下轄19縣，處所駐沅陵縣。
- 慈石庸行政督察區：轄慈利縣、石門縣、大庸縣計3縣，專署駐慈利縣；
- 永保龍桑行政督察區：轄永順縣、保靖縣、龍山縣、桑植縣計4縣，專署駐永順縣；
- 乾永鳳古行政督察區：轄乾城縣、鳳凰縣、古丈縣、永綏縣計4縣，專署駐乾城縣；
- 沅瀘辰漵行政督察區：轄沅陵縣、瀘溪縣、辰谿縣、漵浦縣計4縣，專署駐沅陵縣；
- 芷黔麻晃行政督察區：轄芷江縣、黔陽縣、麻陽縣、晃縣計4縣，專署駐芷江縣。

民國25年（1936年）6月，湘西綏靖處改為湘西綏靖行政公署，將澧縣、臨澧、靖縣、會同縣、綏寧縣和通道縣6縣劃入與原19縣共計25縣、組成4個行政督察區，公署駐沅陵縣。
- 第一行政督察區：轄沅陵縣、瀘溪縣、辰谿縣、漵浦縣、永順縣、龍山縣計6縣，專署駐沅陵縣；
- 第二行政督察區：轄慈利縣、石門縣、大庸縣、臨澧縣、澧縣、桑植縣計6縣。專署設慈利縣；
- 第三行政督察區：轄乾城縣、鳳凰縣、永綏縣、保靖縣、古丈縣、麻陽縣計6縣，專署駐乾城縣；
- 第四行政督察區：轄黔陽縣、會同縣、芷江縣、綏寧縣、晃縣、靖縣、通道縣計7縣，專署駐黔陽縣。

民國26年（1937年）12月湖南全省普遍設立行政督察區，撤銷並終止湘西綏靖專員公署的行政機構。
湖南省政府直轄區
民國26年（1937年）時，轄有長沙市。民國32年（1943年）增領衡陽市，計轄2市。民國34年（1945年）抗戰結束後，一度將第一區長沙、湘潭、醞陵、瀏陽、平江、臨湘、岳陽、湘陰8縣及第五區益陽、寧鄉2縣交由省政府直轄，民國37年（1947年）以後恢復原轄境。
第一行政督察區
民國26年（1937年）設立，轄有岳陽縣、長沙縣、湘陰縣、臨湘縣、瀏陽縣、平江縣、湘潭縣、醴陵縣、益陽縣和寧鄉縣計10縣，專署駐瀏陽縣。民國29年（1940年），益陽縣、寧鄉縣劃入新組建的「第五行政督察區」，調整為8縣，專署改駐岳陽縣。抗戰後一度廢除本區，改由省府管轄，民國37年（1947年）以後恢復本區。中華人民共和國成立後由長沙專區取代。
第二行政督察區
民國26年（1937年）設立「第五行政督察區」，轄衡陽縣、常寧縣、衡山縣、耒陽縣、攸縣、茶陵縣、安仁縣和酃縣計8縣，專署駐衡陽縣。民國27年（1938年）4月調整行政督察區，原第五區改稱「第二行政督察區」，轄域及專署未變。民國31年（1942年）6月，專署遷駐茶陵縣。抗戰結束後移駐衡陽市。中華人民共和國成立後由「衡陽專區」取代。
第三行政督察區
民國26年（1937年）設立「第八行政督察區」，轄郴縣、桂東縣、汝城縣、永興縣、資興縣、宜章縣、桂陽縣、嘉禾縣、臨武縣和藍山縣共計10縣，專署駐郴縣。民國27年（1938年），湖南省重新調整行政督察區，原第八行政督察區改稱「第三行政督察區」，所轄縣域及駐所未變。中華人民共和國成立後由「郴縣專區」取代。
第四行政督察區
民國26年（1937年）設立「第二行政督察區」，轄常德縣、華容縣、南縣、安鄉縣、澧縣、臨澧縣、石門縣、慈利縣、桃源縣、漢壽縣和沅江縣計11縣，專署駐常德縣。民國27年（1938年）4月調整行政督察區，漢壽縣、沅江縣劃入新組建的「第五行政督察區」，原第二區改稱「第四行政督察區」，轄常德縣、華容縣、南縣、安鄉縣、澧縣、臨澧縣、石門縣、慈利縣和桃源縣計9縣，專署駐所未變。抗戰後一度將第五區漢壽、沅江2縣劃歸本區，民國37年（1947年）以後恢復原轄境。中華人民共和國成立後由「常灃專區」取代。
第五行政督察區
民國27年（1938年）4月調整行政督察區，析第一區的益陽縣、寧鄉縣，第六區的湘鄉縣、安化縣，原第二區的漢壽縣、沅江縣計6縣合組設置新「第五行政督察區」，專署駐益陽縣。抗戰後一度廢除本區，益陽縣、寧鄉縣劃屬省政府直轄，漢壽縣、沅江縣劃屬第四區，湘鄉縣、安化縣劃屬第六區，民國37年（1947年）以後恢復本區。中華人民共和國成立後由「益陽專區」取代。
第六行政督察區
民國26年（1937年）設立「第六行政督察區」，轄邵陽縣、新化縣、武岡縣、新寧縣、城步縣、湘鄉縣和安化縣計7縣，專署駐邵陽縣；民國27年（1938年）4月調整行政督察區，第六區劃出湘鄉縣、安化縣至新組建的第五行政督察區，轄邵陽縣、新化縣、武岡縣、新寧縣和城步縣計5縣，駐所未變。民國36年（1947年）析置隆回縣，轄縣數增為6縣。抗戰結束後一度將第五區湘鄉、安化2縣劃歸本區，民國37年（1947年）以後恢復原轄境。中華人民共和國成立後由「邵陽專區」取代。
第七行政督察區
民國26年（1937年）設立「第九行政督察區」，轄零陵縣、祁陽縣、新田縣、寧遠縣、江華縣、道縣、東安縣和永明縣計8縣，專署駐零陵縣。民國27年（1938年）4月調整行政督察區，原第九區改稱「第七行政督察區」，所轄域及駐所未變。中華人民共和國成立後由「永州專區」取代。
第八行政督察區
民國26年（1937年）設置「第四行政督察區」，轄乾城縣、鳳凰縣、永綏縣、龍山縣、保靖縣、古丈縣、麻陽縣等7縣，專員駐乾城縣。民國27年（1938年）劃出乾城縣、鳳凰縣、永綏縣、麻陽縣4縣至新「第九行政督察區」，原第三區永順縣、大庸縣、桑植縣3縣劃入第四區。原第四區改稱「第八行政督察區」，轄龍山縣、保靖縣、古丈縣、永順縣、大庸縣、桑植縣6縣，駐所改為永順縣。中華人民共和國成立後由「永順專區」取代。
第九行政督察區
民國26年（1937年）設立「第三行政督察區」，轄沅陵縣、瀘溪縣、永順縣、漵浦縣、辰谿縣、大庸縣、桑植縣等7縣，專署駐沅陵縣。民國27年（1938年）4月調整行政督察區，劃出永順縣、大庸縣、桑植縣至原第八區，至原第四區劃入乾城縣、鳳凰縣、永綏縣、麻陽縣計4縣，原第三區改稱「第九行政督察區」，轄8縣，專署駐所未變。抗戰後一度改稱「第五行政督察區」，民國37年（1947年）以後恢復原區名。中華人民共和國成立後由「沅陵專區」取代。
第十行政督察區
民國26年（1937年）設置「第七行政督察區」，轄會同縣、芷江縣、綏寧縣、黔陽縣、晃縣、靖縣和通道縣計7縣，專署駐黔陽縣。民國27年（1938年）4月調整行政督察區，原第七區改稱「第十行政督察區」，轄域未變，專署駐所改為會同縣洪江鎮。民國31年（1942年）4月分辰谿縣、芷江縣、黔陽縣部分地區析置懷化縣，轄縣增為8縣。抗戰後一度改稱「第一行政督察區」，民國37年（1947年）以後恢復原區名。改稱中華人民共和國成立後由「會同專區」取代。
民國三十六年行政督察區調整方案
行政院於民國36年（1947年）6月核准備案，長沙、衡陽二市和第一區的長沙等8縣，第五區的益陽、寧鄉等2縣，由省政府直轄，第五區廢除劃歸第四、第六區，第十區改稱第一區，第九區改稱第五區，其餘未變：
- 第一區，專署駐會同縣，轄會同縣、芷江縣、綏寧縣、黔陽縣、晃縣、靖縣、通道縣、懷化縣計8縣。
- 第二區，專署駐耒陽縣，轄耒陽縣、衡陽縣、常寧縣、衡山縣、攸縣、茶陵縣、安仁縣、酃縣計8縣。
- 第三區，專署駐郴縣，轄郴縣、桂東縣、汝城縣、永興縣、資興縣、宜章縣、桂陽縣、嘉禾縣、臨武縣、藍山縣計10縣。
- 第四區，專署駐常德縣，轄常德縣、華容縣、南縣、安鄉縣、澧縣、臨澧縣、石門縣、慈利縣、桃源縣、漢壽縣、沅江縣計11縣。
- 第五區，專署駐沅陵縣，轄沅陵縣、瀘溪縣、漵浦縣、辰谿縣、乾城縣、鳳凰縣、永綏縣、麻陽縣計8縣。
- 第六區，專署駐邵陽縣，轄邵陽縣、新化縣、武岡縣、新寧縣、城步縣、湘鄉縣、安化縣和隆回縣計8縣。
- 第七區，專署駐零陵縣，轄零陵縣、祁陽縣、新田縣、寧遠縣、江華縣、道縣、東安縣和永明縣計8縣。
- 第八區，專署駐永順縣，轄永順縣、龍山縣、保靖縣、古丈縣、大庸縣和桑植縣計8縣。

### 縣級行政區
清代湖南省在宣統三年（1911年）時，分為9府、5直隸廳及4直隸州，下轄1廳、3州、64縣。民國元年（1912年）各府裁首縣，以首縣原有轄境為各府區域。民國2年（1913年），廢除府、州、廳制，一律改縣，全省轄有75縣。先後還增設2省轄市（長沙、衡陽）、2縣（懷化、隆回），曾一度增置陽明縣，但不久即撤銷。民國38年（1949年）時，湖南省劃分為10行政督察區，下轄2市、77縣。民國77年（1988年）7月，行政院公布《中華民國各省（市）縣（市）行政區域代碼》，為各省縣市編定代碼，該法規於民國94年（2005年）10月停用。湖南省各縣、市沿革情況如下：
| 湖南省     | 湖南省     | 湖南省 | 湖南省 | 湖南省 | 湖南省 | 湖南省                        | 湖南省 |
| 行政督察區 | 專署駐地   | 代碼   | 縣等級 | 縣市   | 駐地(2023年4月) | 北洋時期                      | 沿革 |
| ---------- | ---------- | ------ | ------ | ------ | --- | ----------------------------- | --- |
| 省政府直轄 | 省政府直轄 | 06001  | 不適用 | 長沙市 | 今長沙市城區 | (湘江道)                      | 湖南省省會。民國17年（1928年）1月，湖南省政府以長沙為省會城市、工商薈萃為由，劃勘長沙縣城區設市政籌備處，以處長一人主持政務。民國21年（1932年），為縮短籌備時間，改市政籌備處為市政處。民國22年（1933年）7月，省政府以長沙人口逾30萬，且市政籌備己有頭緒，乃呈准行政院設市。8月12日，國民政府令准。10月1日，市政府成立。民國28年（1939年）2月，市政府一度裁撤。嗣以戰局穩定，民國30年（1941年）11月復設立籌備處，擬定《市政府組織規程》及編制經費表，於12月23日提經省府委員會第259次常會議決通過施行，並呈報行政院及咨內政部備案。民國31年（1942年）元旦，市政府再次成立。 |
| 省政府直轄 | 省政府直轄 | 06030  | 不適用 | 衡陽市 | 今衡陽市城區 | (衡陽道)                      | 湖南省臨時參議院於民國二十九年（1940年）10月20日函達省政府請予設市，並於三十年（1941年）7月成立衡陽市政籌備處。12月23日，湖南省政府委員會第259次會議通過《衡陽市政府組織規程》，並呈報行政院及咨內政部備案。民國三十一年（1942年）元旦正式析衡陽縣城區及其附近地區置市。 |
| 第一區     | 岳陽縣     | 06002  | 一等   | 長沙縣 | 治今長沙市城區；民國33年（1944年）6月遷治㮾梨市（今長沙縣城區東南㮾梨街道） | 湘江道 (駐地)                 | 清代為長沙府附郭長沙縣、善化縣，民國元年（1912年）4月併縣留府，轄境為原長沙、善化2縣區域。民國2年（1913年）9月裁府改置長沙縣。 |
| 第一區     | 岳陽縣     | 06003  | 二等   | 湘陰縣 | 今湘陰縣駐地文星鎮 | 湘江道                        | |
| 第一區     | 岳陽縣     | 06004  | 二等   | 瀏陽縣 | 中立鎮（今瀏陽市城區） | 湘江道                        | |
| 第一區     | 岳陽縣     | 06005  | 二等   | 醴陵縣 | 今醴陵市城區 | 湘江道                        | |
| 第一區     | 岳陽縣     | 06006  | 一等   | 湘潭縣 | 今湘潭市城區 | 湘江道                        | |
| 第一區     | 岳陽縣     | 06020  | 二等   | 岳陽縣 | 巴陵（今岳陽市城區） | (武陵道) 後改屬 湘江道        | 清代為岳州府附郭巴陵縣，民國元年（1912年）2月裁縣留府，府僅轄原岳陽縣地。民國2年（1913年）9月廢府復置縣，10月改名，以古府名得名。 |
| 第一區     | 岳陽縣     | 06021  | 二等   | 平江縣 | 漢昌（今平江縣駐地城關鎮） | (武陵道) 後改屬 湘江道        | |
| 第一區     | 岳陽縣     | 06022  | 四等   | 臨湘縣 | 陸城（今岳陽市雲溪區東北陸城鎮）。因陸城地處縣境邊緣，汛期四周環水，交通不便，民國19年（1930年）6月遷治長安驛（今臨湘市城區）                                                     | (武陵道) 後改屬 湘江道        | |
| 第二區     | 衡陽市     | 06010  | 二等   | 攸縣   | 慶都（今攸縣駐地城關鎮） | 湘江道                        | |
| 第二區     | 衡陽市     | 06012  | 三等   | 茶陵縣 | 今茶陵縣駐地城關鎮 | 湘江道                        | 清代為茶陵州，民國二年（1913年）9月改置縣。 |
| 第二區     | 衡陽市     | 06031  | 一等   | 衡陽縣 | 衡州城（今衡陽市城區）；民國32年（1943年）4月遷治西渡（今衡陽縣駐地西渡鎮）。民國33年（1944年）；因戰爭暫時遷至渣江（今衡陽縣北渣江鎮），抗戰勝利後遷回西渡（今衡陽縣駐地西渡鎮） | 衡陽道 (駐地)                 | 清代為衡州府附郭衡陽縣、清泉縣，民國元年（1912年）2月裁縣留府，府僅轄原衡陽、清泉2縣地。民國2年（1913年）9月裁府置衡陽縣。 |
| 第二區     | 衡陽市     | 06032  | 二等   | 衡山縣 | 今衡山縣駐地開雲鎮 | 衡陽道                        | |
| 第二區     | 衡陽市     | 06033  | 五等   | 安仁縣 | 香花坪（今安仁縣駐地永樂江鎮） | 衡陽道                        | |
| 第二區     | 衡陽市     | 06034  | 二等   | 耒陽縣 | 今耒陽市城區 | 衡陽道                        | |
| 第二區     | 衡陽市     | 06035  | 三等   | 常寧縣 | 湘山（今常寧市城區） | 衡陽道                        | |
| 第二區     | 衡陽市     | 06036  | 五等   | 酃縣   | 今炎陵縣駐地霞陽鎮 | 衡陽道                        | |
| 第三區     | 郴縣       | 06045  | 三等   | 郴縣   | 今郴州市城區 | 衡陽道                        | 清代為郴州直隸州，民國2年（1913年）9月改置縣。 |
| 第三區     | 郴縣       | 06046  | 四等   | 永興縣 | 便江鄉（今永興縣駐地便江鎮） | 衡陽道                        | |
| 第三區     | 郴縣       | 06047  | 五等   | 資興縣 | 管子壕（今資興市東北興寧鎮） | 衡陽道                        | 清代為興寧縣，因與廣東省縣名重名，民國3年（1914年）1月改名，。因縣境唐代為資興縣，又縣東20里處有資興水，故名。 |
| 第三區     | 郴縣       | 06048  | 四等   | 宜章縣 | 今宜章縣駐地玉溪鎮 | 衡陽道                        | |
| 第三區     | 郴縣       | 06049  | 五等   | 汝城縣 | 今汝城縣駐地盧陽鎮 | 衡陽道                        | 清代為桂陽縣，因與本省桂陽直隸州重名，民國2年（1913年）2月改名。因東晉置汝城縣於此，故名。 |
| 第三區     | 郴縣       | 06050  | 六等   | 桂東縣 | 今桂東縣駐地漚江鎮 | 衡陽道                        | |
| 第三區     | 郴縣       | 06051  | 三等   | 桂陽縣 | 今桂陽縣城區（舊城關鎮） | 衡陽道                        | 清代為桂陽直隸州，民國2年（1913年）9月改置縣。 |
| 第三區     | 郴縣       | 06052  | 五等   | 臨武縣 | 今臨武縣駐地城關鎮 | 衡陽道                        | |
| 第三區     | 郴縣       | 06053  | 六等   | 藍山縣 | 今藍山縣駐地塔峰鎮 | 衡陽道                        | |
| 第三區     | 郴縣       | 06054  | 六等   | 嘉禾縣 | 今嘉禾縣駐地珠泉鎮 | 衡陽道                        | |
| 第四區     | 常德縣     | 06019  | 一等   | 常德縣 | 今常德市城區 | (武陵道 (駐地)) 後改屬 湘江道 | 清代為常德府附郭武陵縣，宣統三年（1911年）10月裁縣留府，府僅轄原武陵縣地。民國2年（1913年）9月廢府復置武陵縣，10月改名常德縣，以府名得名。北洋時期為武陵道駐地，後廢道改屬湘江道。 |
| 第四區     | 常德縣     | 06023  | 三等   | 華容縣 | 今華容縣駐地城關鎮 | (武陵道) 後改屬 湘江道        | |
| 第四區     | 常德縣     | 06026  | 二等   | 澧縣   | 今澧縣駐地澧陽鎮 | (武陵道) 後改屬 湘江道        | 清代為澧州直隸州，民國2年（1914年）9月改置縣。 |
| 第四區     | 常德縣     | 06027  | 四等   | 安鄉縣 | 坊郭村（今安鄉縣駐地深柳鎮） | (武陵道) 後改屬 湘江道        | |
| 第四區     | 常德縣     | 06028  | 四等   | 臨澧縣 | 裴家河（今臨澧縣駐地安福鎮） | (武陵道) 後改屬 湘江道        | 清代為安福縣，因與江西省縣名重名，民國3年（1914年）1月改名，因縣駐地在澧水南裴家河，為晉臨澧縣地，故名。 |
| 第四區     | 常德縣     | 06029  | 三等   | 南縣   | 九都（今南縣駐地南洲鎮） | (武陵道) 後改屬 湘江道        | 清代為南州直隸廳，民國2年（1913年）9月改置縣，並去「州」字。 |
| 第四區     | 常德縣     | 06075  | 二等   | 桃源縣 | 今桃源縣駐地漳江鎮 | (武陵道) 後改屬 辰沅道        | |
| 第四區     | 常德縣     | 06076  | 三等   | 石門縣 | 今石門縣駐地楚江鎮 | (武陵道) 後改屬 辰沅道        | |
| 第四區     | 常德縣     | 06077  | 三等   | 慈利縣 | 五都（今慈利縣駐地零陽鎮） | (武陵道) 後改屬 辰沅道        | |
| 第五區     | 益陽縣     | 06007  | 二等   | 寧鄉縣 | 今寧鄉市駐地玉潭街道 | 湘江道                        | |
| 第五區     | 益陽縣     | 06008  | 二等   | 益陽縣 | 今益陽市城區 | 湘江道                        | |
| 第五區     | 益陽縣     | 06009  | 一等   | 湘鄉縣 | 今湘鄉市城區 | 湘江道                        | |
| 第五區     | 益陽縣     | 06011  | 二等   | 安化縣 | 今安化縣東南梅城鎮 | 湘江道                        | |
| 第五區     | 益陽縣     | 06024  | 二等   | 漢壽縣 | 今漢壽縣駐地龍陽鎮 | (武陵道) 後改屬 湘江道        | 清代為龍陽縣，民國元年（1912年）2月改名，因東漢舊縣名得名。 |
| 第五區     | 益陽縣     | 06025  | 三等   | 沅江縣 | 市堡（今沅江市城區） | 武陵道 後改屬 湘江道          | |
| 第六區     | 邵陽縣     | 06013  | 一等   | 邵陽縣 | 今邵陽市城區 | 湘江道                        | 清代為寶慶府附郭邵陽縣，民國元年（1912年）裁縣留府，府境僅轄原邵陽縣地。民國2年（1913年）9月裁府復置邵陽縣。10月改名寶慶縣，以清代府名得名。民國15年（1926年）復改為邵陽縣。 |
| 第六區     | 邵陽縣     | 06014  | 二等   | 隆回縣 | 寨市（今隆回縣西北六都寨鎮） | (湘江道)                      | 民國36年（1947年）6月析邵陽縣隆回等8鄉及桃花坪鎮置。因鄉名得名。 |
| 第六區     | 邵陽縣     | 06015  | 二等   | 新化縣 | 今新化縣駐地上梅鎮 | 湘江道                        | |
| 第六區     | 邵陽縣     | 06016  | 二等   | 武岡縣 | 今武岡市城區 | 湘江道                        | 清代為武岡州，民國2年（1913年）9月改置縣。 |
| 第六區     | 邵陽縣     | 06017  | 四等   | 新寧縣 | 今新寧縣駐地金石鎮 | 湘江道                        | |
| 第六區     | 邵陽縣     | 06018  | 六等   | 城步縣 | 今城步苗族自治縣駐地儒林鎮 | 湘江道                        | |
| 第七區     | 零陵縣     | 06037  | 二等   | 零陵縣 | 今永州市城區 | 衡陽道                        | 清代為永州府附郭零陵縣，民國元年（1912年）6月裁縣留府，府境僅轄原零陵縣地。民國2年（1913年）9月廢府，復置縣。 |
| 第七區     | 零陵縣     | 06038  | 二等   | 祁陽縣 | 今祁陽市城區 | 衡陽道                        | |
| 第七區     | 零陵縣     | 06039  | 四等   | 東安縣 | 今東安縣西南紫溪市鎮 | 衡陽道                        | |
| 第七區     | 零陵縣     | 06041  | 四等   | 寧遠縣 | 今寧遠縣駐地舜陵鎮 | 衡陽道                        | |
| 第七區     | 零陵縣     | 06040  | 四等   | 道縣   | 今道縣城區（舊道江鎮） | 衡陽道                        | 清代為道州，民國2年（1913年）9月改置縣。 |
| 第七區     | 零陵縣     | 06042  | 五等   | 永明縣 | 辛平里（今江永縣駐地瀟浦鎮） | 衡陽道                        | |
| 第七區     | 零陵縣     | 06043  | 五等   | 江華縣 | 萬形崗（今江華瑤族自治縣駐地沱江鎮） | 衡陽道                        | |
| 第七區     | 零陵縣     | 06044  | 六等   | 新田縣 | 五家村（今新田縣駐地龍泉鎮） | 衡陽道                        | |
| 第七區     | 零陵縣     | 不適用 | 不適用 | 陽明縣 | 初治石鼓源（今祁陽縣東南石鼓源鄉），旋遷白果市（今祁陽縣南白果市鄉） | (衡陽道)                      | 民國16年（1927年）析零陵、寧遠、祁陽、新田、常寧6縣置，民國18年（1929年）12月核准。因境內陽明山得名。民國20年（1931年）7月併入零陵等6縣。 |
| 第八區     | 永順縣     | 06063  | 三等   | 永順縣 | 猛峒河（今永順縣駐地靈溪鎮） | 辰沅道                        | 清代為永順府附郭永順縣，民國元年（1912年）2月裁縣留府，民國2年（1913年）9月廢府復置縣。 |
| 第八區     | 永順縣     | 06064  | 五等   | 保靖縣 | 今保靖縣駐地遷陵鎮 | 辰沅道                        | |
| 第八區     | 永順縣     | 06065  | 四等   | 龍山縣 | 黃廠坪（今龍山縣城區） | 辰沅道                        | |
| 第八區     | 永順縣     | 06066  | 五等   | 桑植縣 | 楠木山（今桑植縣駐地澧源鎮） | 辰沅道                        | |
| 第八區     | 永順縣     | 06067  | 六等   | 古丈縣 | 古丈坪（今古丈縣駐地古陽鎮） | 辰沅道                        | 清代為古丈坪廳撫民同知轄地，民國2年（1913年）9月改置古丈縣。 |
| 第八區     | 永順縣     | 06078  | 五等   | 大庸縣 | 今張家界市永定街道城區（舊永定鎮） | (武陵道) 後改屬 辰沅道        | 清代為永定縣，因與福建省縣名重名，民國3年（1914年）1月改名。因明代在此置大庸衛，故名。 |
| 第九區     | 沅陵縣     | 06056  | 五等   | 鳳凰縣 | 鎮筸（今鳳凰縣駐地沱江鎮） | 辰沅道 (駐地)                 | 清代為鳳凰直隸廳，民國2年（1913年）9月改置縣。北洋時期曾為辰沅道駐地。 |
| 第九區     | 沅陵縣     | 06057  | 二等   | 沅陵縣 | 今沅陵縣沅陵鎮 | 辰沅道                        | 清代為辰州府附郭沅陵縣，民國元年（1912年）1月裁縣留府，民國2年（1913年）9月裁府復置縣。 |
| 第九區     | 沅陵縣     | 06058  | 六等   | 瀘溪縣 | 今瀘溪縣西北武溪鎮 | 辰沅道                        | |
| 第九區     | 沅陵縣     | 06059  | 四等   | 辰谿縣 | 今辰溪縣駐地辰陽鎮 | 辰沅道                        | |
| 第九區     | 沅陵縣     | 06060  | 三等   | 漵浦縣 | 今漵浦縣駐地盧峰鎮 | 辰沅道                        | |
| 第九區     | 沅陵縣     | 06062  | 六等   | 麻陽縣 | 今麻陽苗族自治縣西南錦和鎮 | 辰沅道                        | |
| 第九區     | 沅陵縣     | 06072  | 五等   | 乾城縣 | 乾州城（今吉首市乾州街道） | 辰沅道                        | 清代為乾州直隸廳，民國2年（1913年）9月改置乾縣。因與陝西省縣名重名，民國3年（1914年）1月改名。因乾州城得名。 |
| 第九區     | 沅陵縣     | 06073  | 五等   | 永綏縣 | 花園（今花垣縣駐地花垣鎮） | 辰沅道                        | 清代為永綏直隸廳，民國2年（1913年）9月改置縣。 |
| 第十區     | 會同縣     | 06055  | 二等   | 芷江縣 | 今芷江侗族自治縣駐地芷江鎮 | 辰沅道 (駐地)                 | 清代為沅州府附郭芷江縣，民國元年（1912年）3月裁縣留府，府僅轄原芷江縣地。民國2年（1913年）9月廢府復置縣。 |
| 第十區     | 會同縣     | 06061  | 三等   | 黔陽縣 | 今洪江市駐地黔城鎮 | 辰沅道                        | |
| 第十區     | 會同縣     | 06068  | 三等   | 靖縣   | 秤它坡（今靖州苗族侗族自治縣駐地渠陽鎮） | 辰沅道                        | 清代為靖州直隸廳，民國2年（1913年）9月改置縣。 |
| 第十區     | 會同縣     | 06069  | 四等   | 綏寧縣 | 寨市（今綏寧縣西南在市苗族鄉） | 辰沅道                        | |
| 第十區     | 會同縣     | 06070  | 三等   | 會同縣 | 今會同縣駐地林城鎮 | 辰沅道                        | |
| 第十區     | 會同縣     | 06071  | 六等   | 通道縣 | 今通道侗族自治縣西北縣溪鎮 | 辰沅道                        | |
| 第十區     | 會同縣     | 06074  | 四等   | 晃縣   | 晃州城（今新晃侗族自治縣東南興隆鎮老晃城），民國18年（1929年）4月遷太陽坪（今新晃侗族自治縣駐地新晃鎮）                                                                           | 辰沅道                        | 清代為晃州直隸廳，民國2年（1913年）9月改置縣。 |
| 第十區     | 會同縣     | 06079  | 三等   | 懷化縣 | 懷化驛（今中方縣東北瀘陽鎮） | (辰沅道)                      | 民國31年（1942年）4月析辰谿、芷江、黔陽3縣交界地置。縣名因治所懷化驛得名。 |

### 行政區劃年表
| 湖南省行政區劃年表                                                        |          |    |    |    |             | |
| 說明：「?」表示不能確定其發生年份或月份，故放於最有可能的一年內，詳見注釋 |          |    |    |    |             | |
| 西元                                                                      | 民國紀元 | 縣 | 市 | 局 | 其他        | 行政區劃變更 |
| 1912年                                                                    | 民國1年  | 53 |    |    | 9府 7州 6廳 | - 裁沅陵縣留辰州府（1月） - 裁巴陵縣留岳陽府（2月） - 裁衡陽、清泉2縣留衡州府（2月） - 裁邵陽縣留寶慶府（2月） - 裁永順縣留永順府（2月） - 裁零陵縣留永州府（2月） - 龍陽縣改名漢壽縣（2月） - 裁芷江縣留沅州府（3月） - 裁長沙、善化2縣留長沙府（4月） |
| 1913年                                                                    | 民國2年  | 75 |    |    |             | - 桂陽縣改名汝城縣（2月） - 改長沙府為長沙縣（9月） - 改岳陽府為巴陵縣（9月） - 改衡州府為衡陽縣（9月） - 改常德府為武陵縣（9月） - 改寶慶府為邵陽縣（9月） - 改永州府為零陵縣（9月） - 改永順府為永順縣（9月） - 改辰州府為沅陵縣（9月） - 改沅州府為芷江縣（9月） - 改茶陵州為茶陵縣（9月） - 改武岡州為武岡縣（9月） - 改道州為道縣（9月） - 改郴州直隸州為郴縣（9月） - 改桂陽直隸州為桂陽縣（9月） - 改澧州直隸州為澧縣（9月） - 改南州直隸州為南縣（9月） - 改古丈坪廳為古丈縣（9月） - 改鳳凰直隸廳為鳳凰縣（9月） - 改乾州直隸廳為乾縣（9月） - 改永綏直隸廳為永綏縣（9月） - 改靖州直隸廳為靖縣（9月） - 改晃州直隸廳為晃縣（9月） - 巴陵縣改名岳陽縣（10月） - 武陵縣改名常德縣（10月） - 邵陽縣改名寶慶縣（10月） |
| 1914年                                                                    | 民國3年  | 75 |    |    |             | - 興寧縣改名資興縣（1月） - 安福縣改名臨澧縣（1月） - 永定縣改名大庸縣（1月） - 乾縣改名乾城縣（1月） |
| 1915年                                                                    | 民國4年  | 75 |    |    |             | |
| 1916年                                                                    | 民國5年  | 75 |    |    |             | |
| 1917年                                                                    | 民國6年  | 75 |    |    |             | |
| 1918年                                                                    | 民國7年  | 75 |    |    |             | |
| 1919年                                                                    | 民國8年  | 75 |    |    |             | |
| 1920年                                                                    | 民國9年  | 75 |    |    |             | |
| 1921年                                                                    | 民國10年 | 75 |    |    |             | |
| 1922年                                                                    | 民國11年 | 75 |    |    |             | |
| 1923年                                                                    | 民國12年 | 75 |    |    |             | |
| 1924年                                                                    | 民國13年 | 75 |    |    |             | |
| 1925年                                                                    | 民國14年 | 75 |    |    |             | |
| 1926年                                                                    | 民國15年 | 75 |    |    |             | - 寶慶縣改名邵陽縣（?月） |
| 1927年                                                                    | 民國16年 | 76 |    |    |             | - 析零陵、寧遠、祁陽、新田、常寧6縣置陽明縣（?月） |
| 1928年                                                                    | 民國17年 | 76 | 1  |    |             | - 析長沙縣置長沙市（1月） |
| 1929年                                                                    | 民國18年 | 76 | 1  |    |             | |
| 1930年                                                                    | 民國19年 | 76 | 1  |    |             | |
| 1931年                                                                    | 民國20年 | 75 | 1  |    |             | - 省陽明縣入零陵、寧遠、祁陽、新田、常寧6縣（7月） |
| 1932年                                                                    | 民國21年 | 75 | 1  |    |             | |
| 1933年                                                                    | 民國22年 | 75 | 1  |    |             | |
| 1934年                                                                    | 民國23年 | 75 | 1  |    |             | |
| 1935年                                                                    | 民國24年 | 75 | 1  |    |             | |
| 1936年                                                                    | 民國25年 | 75 | 1  |    |             | |
| 1937年                                                                    | 民國26年 | 75 | 1  |    |             | |
| 1938年                                                                    | 民國27年 | 75 | 1  |    |             | |
| 1939年                                                                    | 民國28年 | 75 | 1  |    |             | |
| 1940年                                                                    | 民國29年 | 75 | 1  |    |             | |
| 1941年                                                                    | 民國30年 | 75 | 2  |    |             | - 析衡陽縣置衡陽市（7月） |
| 1942年                                                                    | 民國31年 | 76 | 2  |    |             | - 析辰谿、芷江、黔陽3縣置懷化縣（4月） |
| 1943年                                                                    | 民國32年 | 76 | 2  |    |             | |
| 1944年                                                                    | 民國33年 | 76 | 2  |    |             | |
| 1945年                                                                    | 民國34年 | 76 | 2  |    |             | |
| 1946年                                                                    | 民國35年 | 76 | 2  |    |             | |
| 1947年                                                                    | 民國36年 | 77 | 2  |    |             | - 析邵陽縣置隆回縣（6月） |
| 1948年                                                                    | 民國37年 | 77 | 2  |    |             | |
| 1949年                                                                    | 民國38年 | 77 | 2  |    |             | |

## 政府

### 省會
初駐長沙縣城區，民國22年（1933年）8月析長沙縣城區置「長沙市」，省會因此改為長沙市，均在今湖南省長沙市區。抗戰爆發後，民國27年（1938年）11月3日，省政府遷至沅陵縣伯陵路（今太常村鄉）；民國28年（1939年）5月20日，因日軍入侵，再遷至耒陽縣；民國33年（1944年）6月18日，遷至桂陽縣；6月28日，再遷至嘉禾縣；9月遷至臨武縣；民國34年（1945年）1月遷至藍山縣。抗戰結束後遷回長沙市。民國38年（1949年）8月4日解放軍進入長沙市後，新任湖南省主席黃杰飛抵芷江縣就職，將湖南省省府改設於邵陽縣，一部分省府機構留在芷江縣，由民政廳長朱久瑩代理。10月時分別撤往廣西省桂林市及貴州省貴陽市。

### 省行政機構
辛亥革命後，湖南新軍於宣統三年九月一日（1911年10月22日）起義，當日成立中華民國湖南軍政府，次日改名為中華民國軍政府湖南都督府。10月24日，成立參議院，為軍政府最高權力和立法機構。10月25日，都督府內置民政、軍政二部。10月30日成立軍政府寶慶分府。民國元年（1912年）9月13日，置民政長，為全省最高行政長官，下設內務、財政各司。民國3年（1914年）5月23日，改民政長為巡按使，下設政務、敗政各廳。民國5年（1916年）7月6日，改巡按使為省長。民國15年（1926年）8月3日，廣州國民政府設立湖南省政府。民國16年（1927年）1月，改隸武漢國民政府。9月，屬南京國民政府。民國17年（1928年）2月11日至5月18日，國民政府設立湘鄂臨時政務委員會，為中央政府特派處理湖南省政務最高臨時權力機構。同年5月28日，南京國府改組湖南省政府，下設秘書長及民政、財政、教育、建設等廳。抗戰期間，因日軍入侵，湖南省政府遷往湘西一帶。先後設湘西、洪江、湘南行署。民國34年（1945年）6月26日，行政院決議改組湖南省政府。抗戰結束後，湖南省政府恢復其行政管轄區域。
民國35年（1946年）4月19日，國民政府下令改組湖南省政府。民國38年（1949年）8月4日，湖南省政府代理主席陳明仁與程潛二人變節投共，將湖南省政府及長沙市移交中共解放軍，新任省主席黃杰於8月5日重組湖南省政府，發布省政與軍事相關人事布局。10月7日，黃杰退出邵陽時，湖南省府及綏署大部人員亦隨第一兵團移轉廣西省桂林市，另一部人員則由湖南省代理主席兼民政廳長朱久瑩帶領，由芷江縣遷移貴州省貴陽市。後來湖南省軍政名義的機構，撤銷時間不明。

### 湘西行署、洪江行署、湘南行署、湘東行署[43]
湘西行政公署，民國32年（1943年）5月17置，民國34年（1945年）9月裁撤。民國38年（1949年），為了適應戰時需要與配合反攻軍事，再次設置，由陳渠珍任湘西行署主任。
洪江行政公署，民國33年（1944年）10月7日置，轄第六、第十行政督察區。抗戰結束後廢。
湘南行政公署，民國34年（1945年）8月8日置，同年9月裁撤。民國38年（1949年），為了適應戰時需要與配合反攻軍事，再次設置，由歐冠任湘南行署主任。
湘東行政公署，民國38年（1949年），為了適應戰時需要與配合反攻軍事而設置，由蔣伏生任湘南行署主任。

### 歷任湖南省軍政長官、省政府主席
湖南都督
- 焦達峰（1911年10月）
- 譚延闓（1911年10月 - 1913年10月）
- 湯薌銘（1913年10月 - 1914年6月）

湖南省公署巡按使
- 湯薌銘（1914年5月 - 7月）
- 劉心源（1914年7月 - 1915年5月）
- 陶思澄（1915年5月 - 1915年7月）
- 韓國鈞（1915年7月 - 1915年9月，未到職）
- 沈金鑑（1915年9月 - 1916年7月）

湖南省長公署省長
- 湯薌銘（1916年4月－1916年7月）
- 陳宧（1916年7月－1916年7月，未就任）
- 劉人熙（1916年7月 - 8月，代理）
- 譚延闓（1916年8月 - 1917年10月）
- 周肇祥（1917年10月 - 11月，代理）
- 程潛（1917年11月 - 1918年3月）
- 張敬堯（1918年3月 - 1920年6月）
- 吳光新（1920年6月 - 1920年7月，未就任）
- 譚延闓（1920年7月 - 11月）
- 林支宇（1920年11月 - 1921年4月）
- 趙恆惕（1921年4月 - 1926年3月）
- 唐生智（1926年3月 - 1926年7月30日）

湖南將軍
- 湯薌銘（1914年6月 - 1916年7月）

湖南督軍府督軍
- 陳宧（1917年7月 - 8月，由劉人熙代理）
- 譚延闓（1916年8月 - 1917年8月）
- 傅良佐（1917年8月 - 11月）
- 譚延闓（1917年12月 - 1918年3月，署理）
- 張敬堯（1918年2月 - 1920年6月）
- 吳光新（1920年6月 - 7月）
- 譚延闓（1920年7月 - 11月）
- 趙恆惕（1920年11月 - 1922年10月）

湘軍總司令
- 譚延闓（1923年8月 - 11月，與趙恆惕並立）
- 趙恆惕（1920年11月 - 1922年10月）

湖南督辦
- 林支宇
- 趙恆惕（1925年1月 - 1926年3月）
- 唐生智（1926年3月 - 6月）

湖南省政府主席
- 唐生智（1926年7月 - 1927年4月）
- 張翼鵬（1927年4月 - 7月，代理）
- 周斕（1927年7月 - 1928年2月，代理）

湘鄂臨時政務委員會、湖南省臨時政務委員會主席
- 程潛（1927年11月 - 1928年5月）

湖南省政府主席
- 陳嘉估（1928年2月 - 5月，代理）
- 魯滌平（1928年5月 - 1929年3月）
- 何鍵（1929年3月 - 1937年11月）
- 張治中（1937年11月 - 1938年11月）
- 薛岳（1939年1月 - 1945年6月）
- 吳奇偉（1945年6月 - 1946年4月）
- 王東原（1946年4月 - 1948年6月）
- 程潛（1948年6月 - 1949年5月）
- 陳明仁（1949年5月 - 8月，代理，與程潛投共）
- 黃杰（1949年8月 - 10月？，實際由朱久瑩代理）

### 引用
1. ↑  內政部方域司，《中華民國行政區域簡表》（第11版），上海商務印書館，1947年，第9頁。
2. ↑  .   [2012-10-21]. （原始内容存档于2011-07-25）.
3. ↑  行政院戶口普查處編. 中華民國79年臺閩地區戶口及住宅普查報告. 臺北市: 行政院戶口普查處. 1992
4. ↑  .   [2012-10-21]. （原始内容存档于2009-05-23）.
5. ↑  民國9年（1920年）12月25日，李仲麟等七人被趙恆惕捕殺。湖南局勢被趙恒錫控制。
6. ↑  總統令 三十八年八月四日 前湖南省政府主席兼長沙綏靖主任程潛，通匪叛國，逆跡昭著，並於江日發表通電，措辭荒謬，為匪張目，實屬罪無可逭，應予通緝，仰各軍政機關嚴密緝捕歸案訊辦，以彰法典。切切此令
7. ↑  黃翔瑜，《滯越軍民之接運來臺（1949-1953）》 的存檔，存档日期2013-12-15.，《國史館學術集刊》第十一期，第149頁
8. ↑  《中國大事記》，《東方雜誌》第17卷第20號，民國9年10月25日，第140頁。
9. ↑  郭卿友：《中華民國時期軍政職官志》，甘肅人民出版社，1990年，第198頁。
10. ↑  《政府公報》第274號，民國5年10月8日，第54冊，第104頁。
11. ↑  謝觀：《各省區域沿革一覽表》，上海商務印書館，民國3年，第77頁。
12. ↑  《政府公報》第1194號，民國4年9月3日，第41冊，第93頁。
13. ↑  《政府公報》第13號，民國5年1月18日，第45冊，第694頁。
14. ↑  錢端升：《民國政制史下冊》，第417頁。
15. ↑  《國民政府公報》第1209號，民國22年8月15日，第4頁。
16. ↑  錢端升：《民國政制史下冊》，第418頁。
17. ↑  錢端升：《民國政制史下冊》，第422頁。
18. 1 2  內務部職方司第一科：《全國行政區劃表》，民國3年，第77頁。
19. ↑  內務部職方司第一科：《全國行政區劃表》，民國3年，第77頁；傅林祥：按民國元年8月13日公佈的《眾議院議員各省複選區表》有巴陵縣，無岳州府。」
20. 1 2 3  吳承湜：《近六十年全國郡縣增建誌要》附錄，第77頁。
21. 1 2 3  內務部職方司第一科：《全國行政區劃表》，民國3年，第78頁。
22. 1 2  內務部職方司第一科：《全國行政區劃表》，民國3年，第79頁。
23. 1 2 3 4  《內務部改定各省重複縣名及存廢理由清單》。
24. ↑  吳承湜：《近六十年全國郡縣增建誌要》附錄，第77頁；《中華民國疆域沿革錄》作「汝城縣，舊桂陽縣，3年1月改名」。
25. ↑  內務部職方司第一科：《全國行政區劃表》，民國3年，第79頁；傅林祥：按民國元年8月13日公佈的《眾議院議員各省複選區表》有武陵縣，無常德府。」
26. 1 2 3  內務部職方司第一科：《全國行政區劃表》，民國3年，第80頁。
27. ↑  吳承湜：《近六十年全國郡縣增建誌要》附錄，第77頁；內務部職方司第一科：《全國行政區劃表》，民國3年，第79頁。
28. ↑  內務部職方司第一科：《全國行政區劃表》，民國3年，第77頁；傅林祥：按民國元年8月13日公佈的《眾議院議員各省複選區表》有邵陽縣，無寶慶府，存疑。」
29. ↑  內政部方域司：《中華民國行政區域簡表》(第11版)，第40頁。
30. ↑  內務部職方司第一科：《全國行政區劃表》，民國3年，第78頁；傅林祥：按民國元年8月13日公佈的《眾議院議員各省複選區表》有零陵縣，無永州府，存疑。」
31. ↑  《祁陽縣誌》，社會科學文獻出版社，1993年，第40頁。
32. ↑  《國民政府公報》第364號，民國19年1月9日，第11頁。
33. ↑  吳承湜：《近六十年全國郡縣增建誌要》附錄，第95頁。
34. ↑  內務部職方司第一科：《全國行政區劃表》，民國3年，第81頁；傅林祥：「按民國元年8月13日公佈的《眾議院議員各省複選區表》有永順縣，無永順府，存疑。」
35. 1 2 3 4 5  內務部職方司第一科：《全國行政區劃表》，民國3年，第81頁。
36. ↑  內務部職方司第一科：《全國行政區劃表》，民國3年，第80頁；傅林祥：按民國元年8月13日公佈的《眾議院議員各省複選區表》有沅陵縣，無辰州府，存疑。」
37. ↑  傅林祥，鄭寶恆著《中國行政區劃通史 中華民國卷》誤作「辰溪縣」。
38. ↑  內務部職方司第一科：《全國行政區劃表》，民國3年，第80頁；傅林祥：按民國元年8月13日公佈的《眾議院議員各省複選區表》有芷江縣，無沅州府，存疑。」
39. ↑  《新晃縣誌》，三聯書店，1993年，第47頁。
40. ↑  《國民政府公報》渝字第462號，民國31年5月2日，第44頁；《中國分省新圖》第五版（民37.7）作「析辰谿、芷江、黔陽、麻陽四縣置」。
41. ↑  《中華民國史事日志》，1945，中華民國三十四年乙酉。
42. ↑  黃翔瑜，《滯越軍民之接運來臺（1949-1953）》 的存檔，存档日期2013-12-15.，《國史館學術集刊》第十一期，第151頁。
43. ↑  據行政區劃論壇《國府的省轄行署》及黃杰《海外羈情——湘桂撤守與國軍避戰入越》。
44. ↑  洪江市-互動百科 （页面存档备份，存于）：「抗日戰爭後期，湖南省政府在此設立洪江行署，轄第六、十兩個專區。」

## 外部連結
- 湖南省 - 行政區劃網 （页面存档备份，存于）
- 王豐的民國傳記博客
- 洪定國的地理資料庫 - 大地耕者 - 網易博客